# Фосоли (Модена)
Фосоли (итал. Fossoli) је насеље у Италији у округу Модена, региону Емилија-Ромања.
Према процени из 2011. у насељу је живело 3578 становника. Насеље се налази на надморској висини од 25 м.